# Федурново (Смоленская область)
Федурново — деревня в Кардымовском районе Смоленской области России. Входит в состав Первомайского сельского поселения. Население — 24 жителя (2007 год). 
Расположена в центральной части области в 8 км к юго-востоку от Кардымова, в 6 км южнее автодороги Р134 «Старая Смоленская дорога» Смоленск — Дорогобуж — Вязьма — Зубцов, на берегу реки Надва. В 8 км северо-западнее деревни расположена железнодорожная станция Кардымово на линии Москва — Минск. 

## История
В годы Великой Отечественной войны деревня была оккупирована гитлеровскими войсками в августе 1941 года, освобождена в сентябре 1943 года.